# Comes Hispaniarum
El comes Hispaniarum fue un cargo militar usado en el Imperio romano de Occidente en el siglo V y posiblemente, en el IV. Designaba a la persona que comandaba un grupo del ejército de campo (comitatenses) en la diócesis de Hispania. A partir de 441 y cuando había que emprender una campaña de cierta entidad, su función fue asumida por un magister utriusque militiae que, de manera temporal, se nombraba específicamente para esa misión.

## Descripción y funciones
La Notitia dignitatum no contiene ningún apartado que describa el cargo de manera individual ni lo incluye dentro de la relación de comites rei militaris. Indica su existencia de manera indirecta al detallar que varias unidades bajo el mando del magister peditum se encontraban asignadas a un comes Hispaniarum. Esto se ha interpretado de dos maneras:
- Por un lado, se piensa que el puesto estaba vacante al redactarse el documento por haber desaparecido durante el convulso periodo entre los años 407 y 411.[1] En 408 Geroncio consiguió que las tropas peninsulares de Hispania abandonasen la obediencia al gobierno imperial de Rávena y se uniesen al usurpador Constantino de Britania aunque al poco —en 411— se rebeló contra su propio jefe y nombró a otro usurpador. Tomó las tropas y pasó a la Galia donde sitió a Constantino de Britania en Arlés pero, durante el asedio, llegó Flavio Constancio enviado por Rávena, lo derrotó y consiguió que sus tropas volviesen a unirse al gobierno imperial. De esta manera, las unidades hispanas habrían quedado bajo el mando directo del magister peditum.

- Por otro lado, se estima que el cargo se creó en 419 y no de manera permanente sino ad hoc cuando había que enviar un cuerpo del ejército de campo a Hispania para luchar en una campaña concreta.[3] El comes Hispaniarum tomaría, entonces, a parte de las tropas del magister peditum y se dirigía con ellas a la península ibérica.[3] La indicación recogida en la Notitia dignitatum reflejaría, entonces, la situación en un momento determinado, concretamente alguno entre los años 419 y 422 cuando Asterio y Castino realizaron campañas contra los suevos, el usurpador Máximo de Hispania y los vándalos.[3]

## Tropas a su mando
En el momento de redactarse la Notitia dignitatum el grupo de tropas a su cargo se componía de 16 unidades, exclusivamente, de infantería:
11 unidades de comitatenses palatini:
- Ascarii seniores
- Ascarii iuniores
- Sagitarii nervi
- Exculcatores iuniores
- Tubantes
- Felices seniores
- Invicti seniores
- Victores iuniores
- Invicti iuniores Britanniciani
- Brisigavi seniores
- Salii Gallicani

5 legiones de comitatenses:
- Fortenses
- Propugnatores seniores
- Septimani seniores
- Vesontes
- Undecimani

La falta de unidades de caballería se ha interpretado en el sentido de que estas eran aportadas por los foederati en lugar de utilizar tropas regulares romanas. Los manuscritos medievales de la Notitia recogen la decoración que llevaban los escudos de cada una de las unidades:

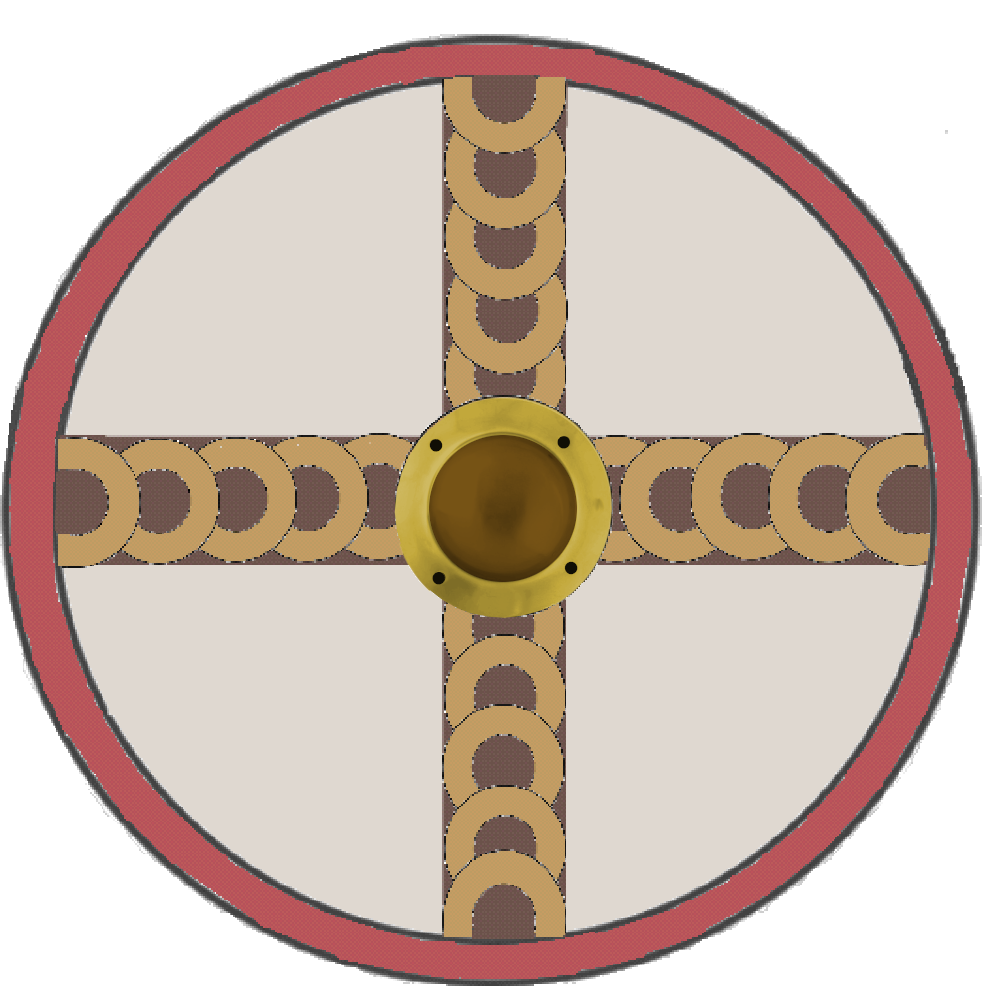
Escudo de los Ascarii seniores.
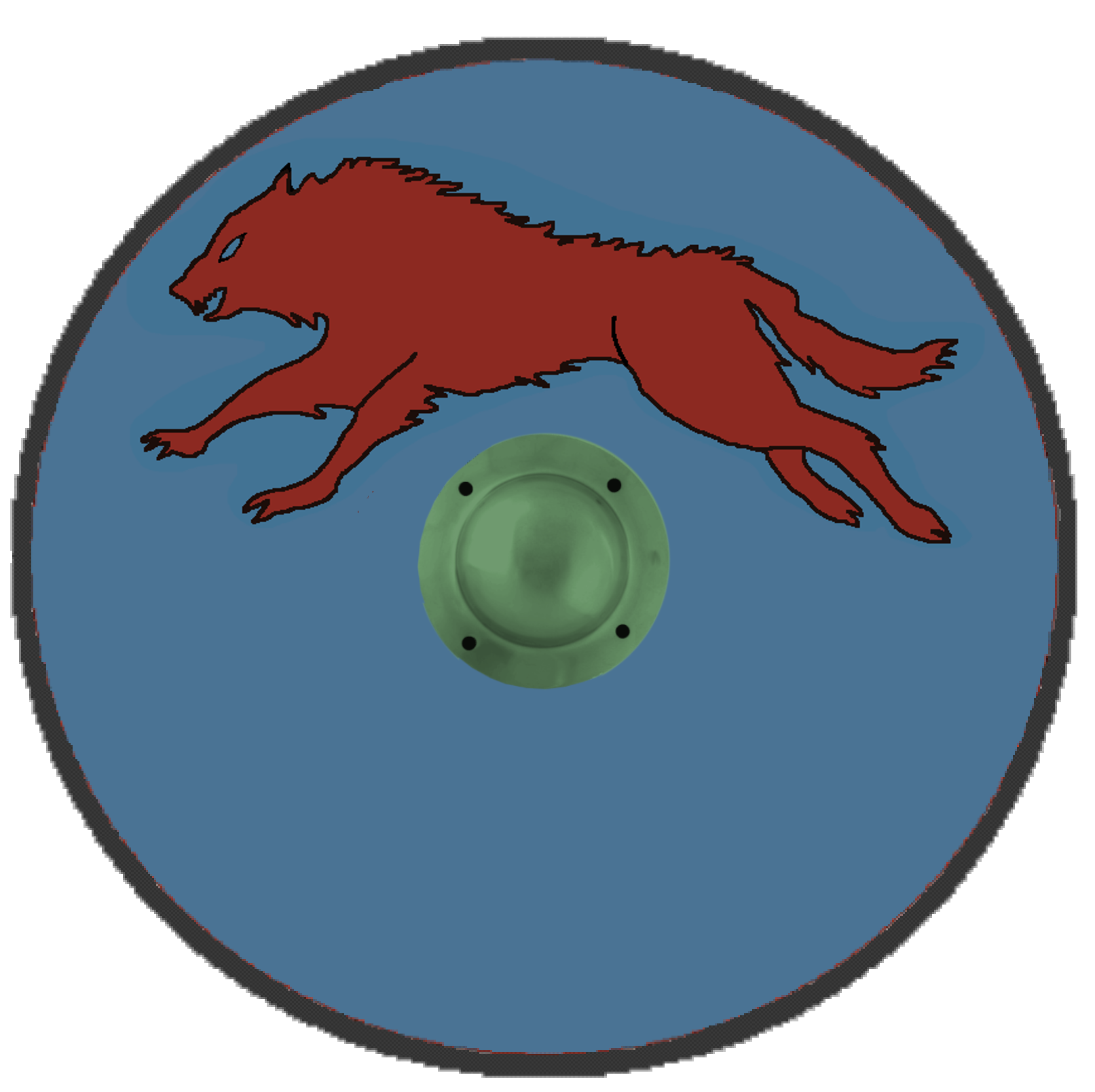
Escudo de los Ascarii iuniores.
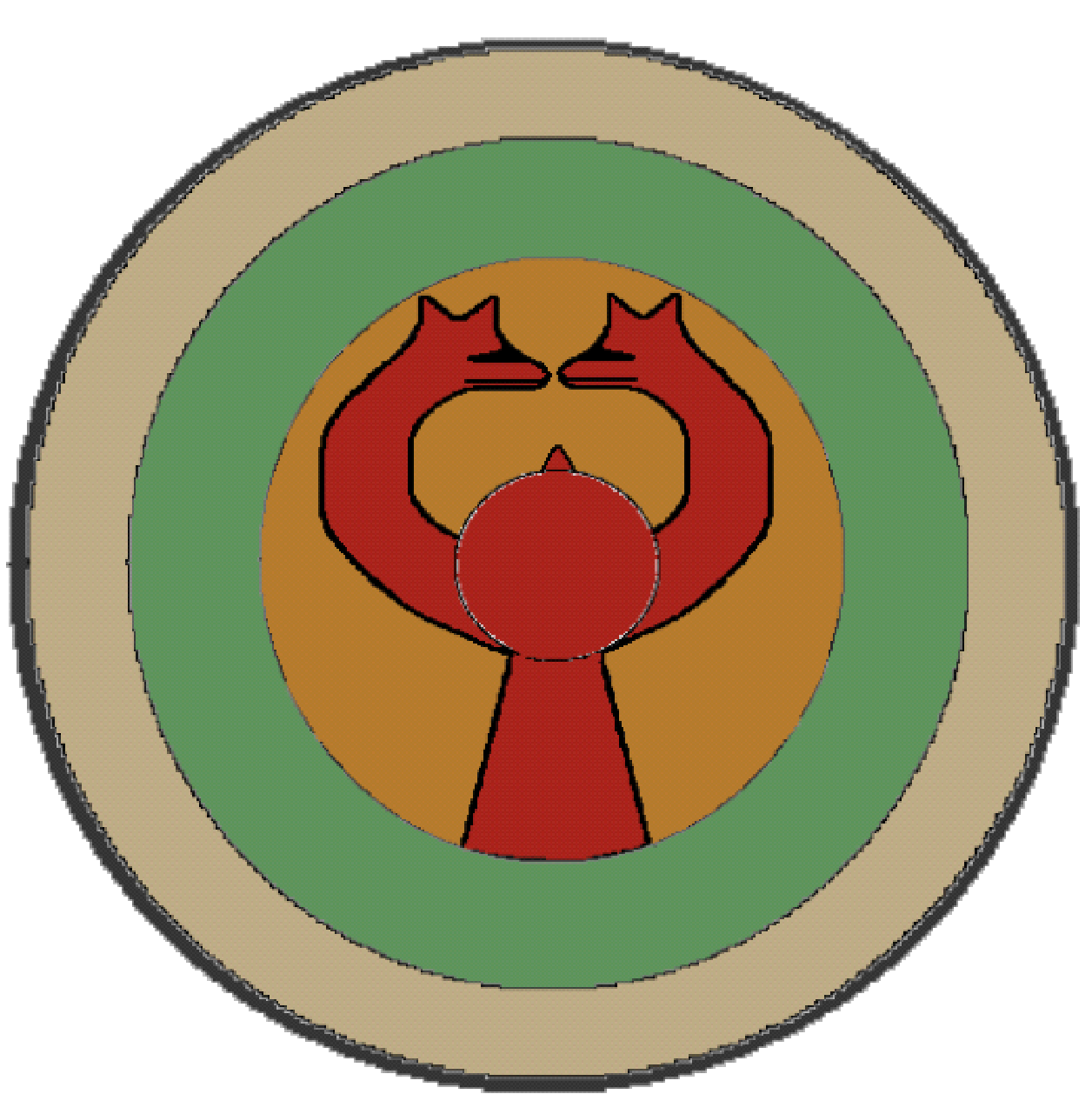
Escudo de los Sagitarii nervi.
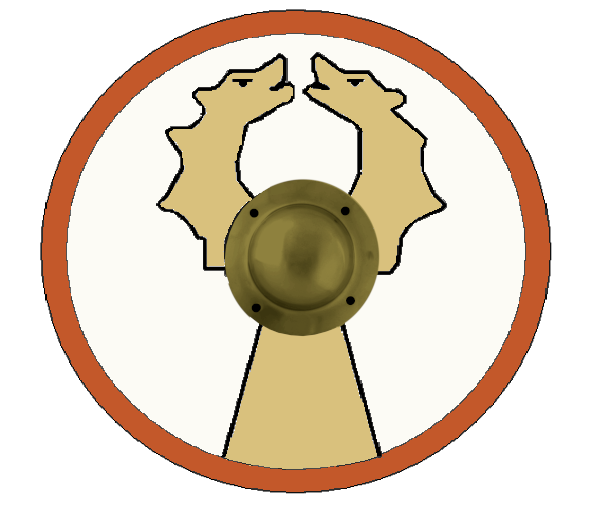
Escudo de los Exculcatores iuniores.
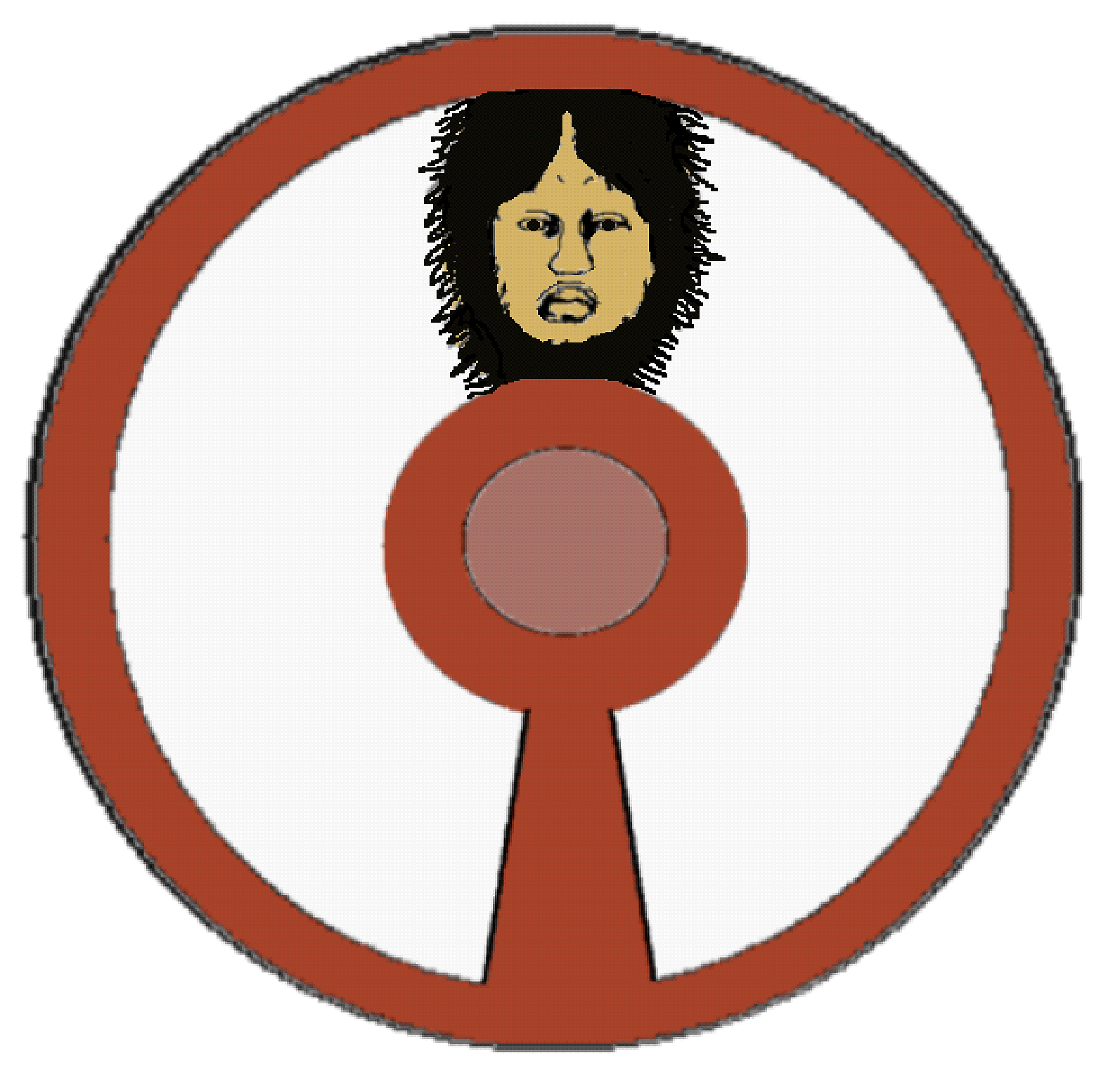
Escudo de los Tubantes.
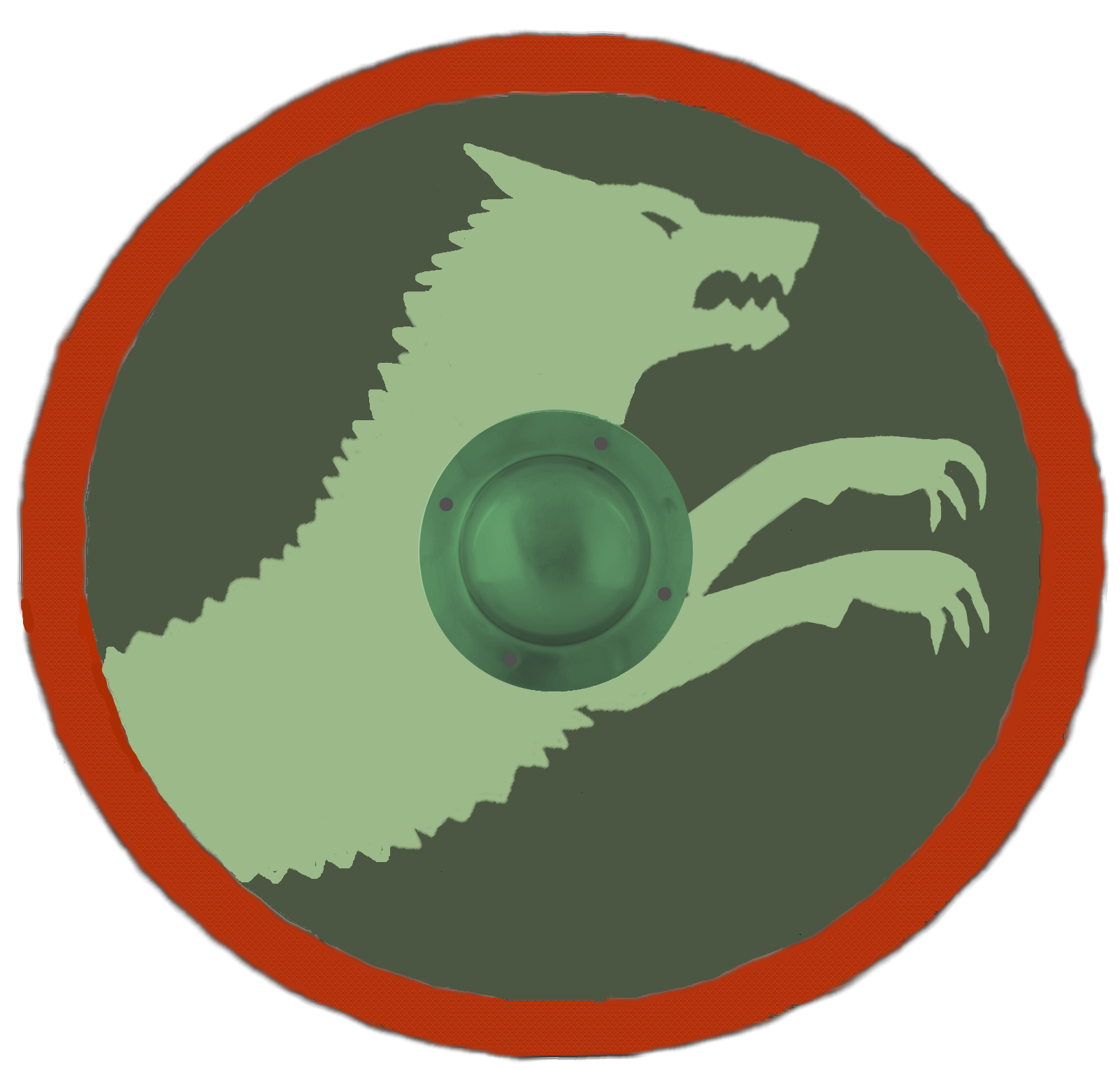
Escudo de los Felices seniores.
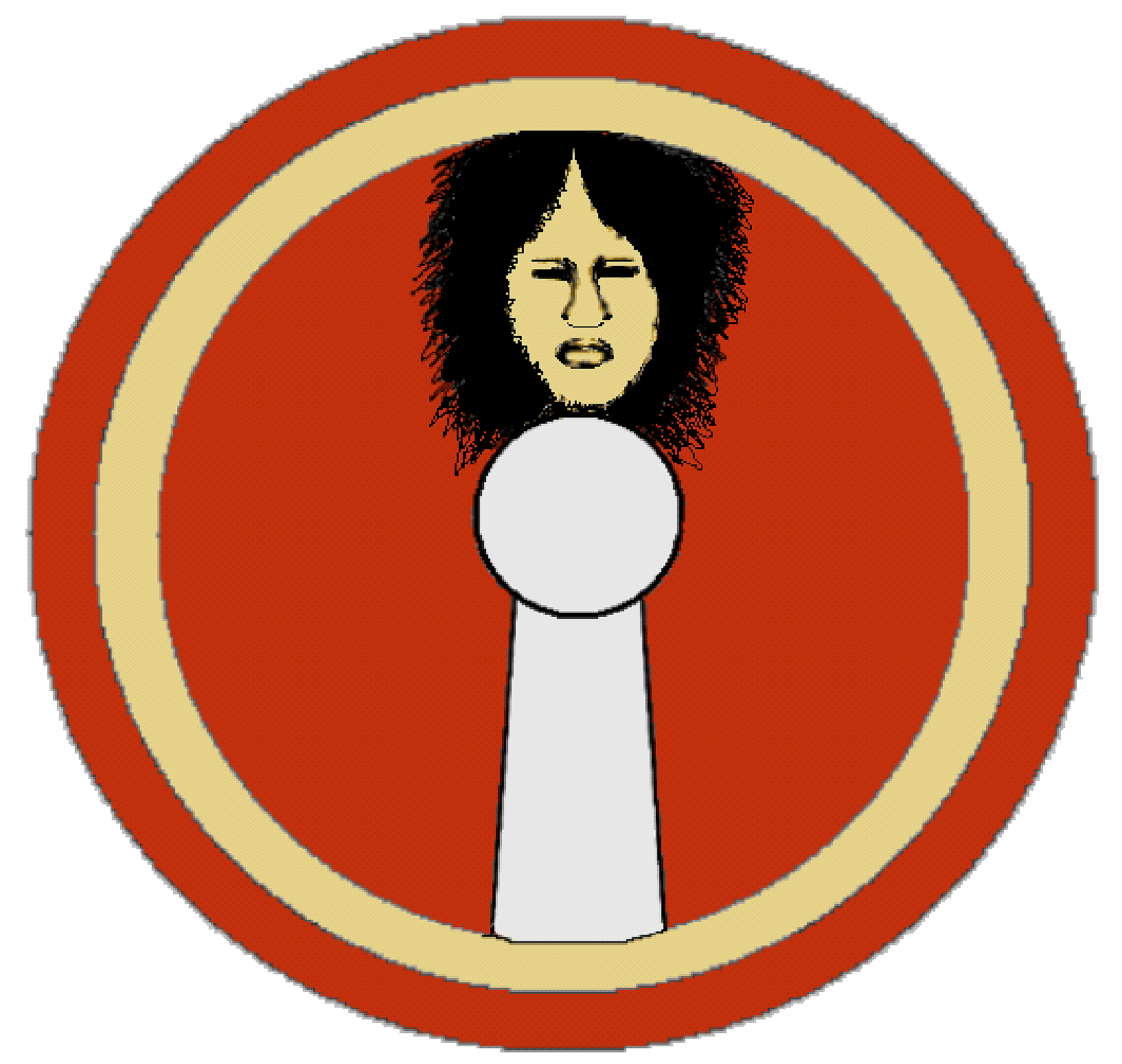
Escudo de los Invicti seniores.
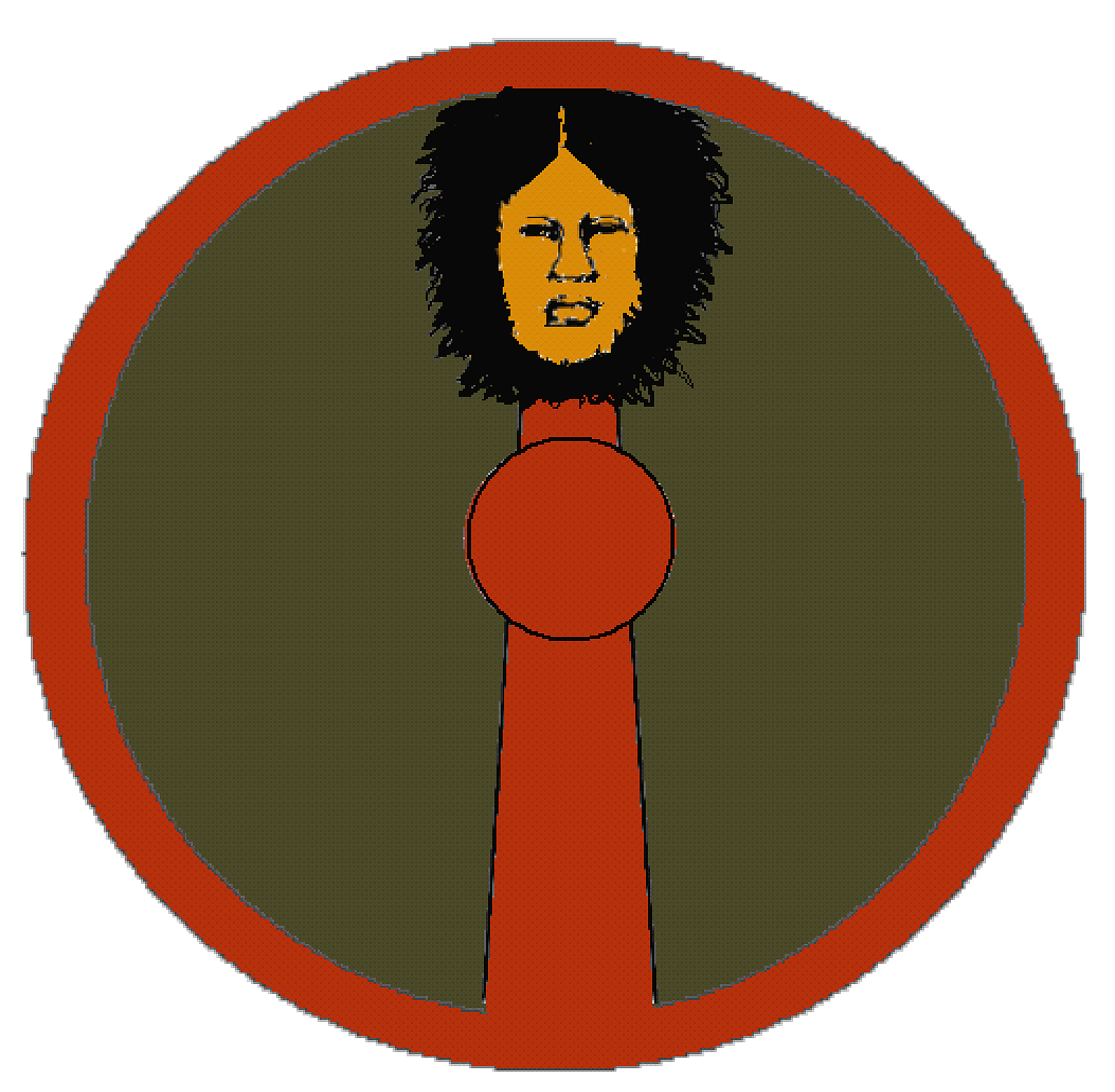
Escudo de los Victores iuniores.
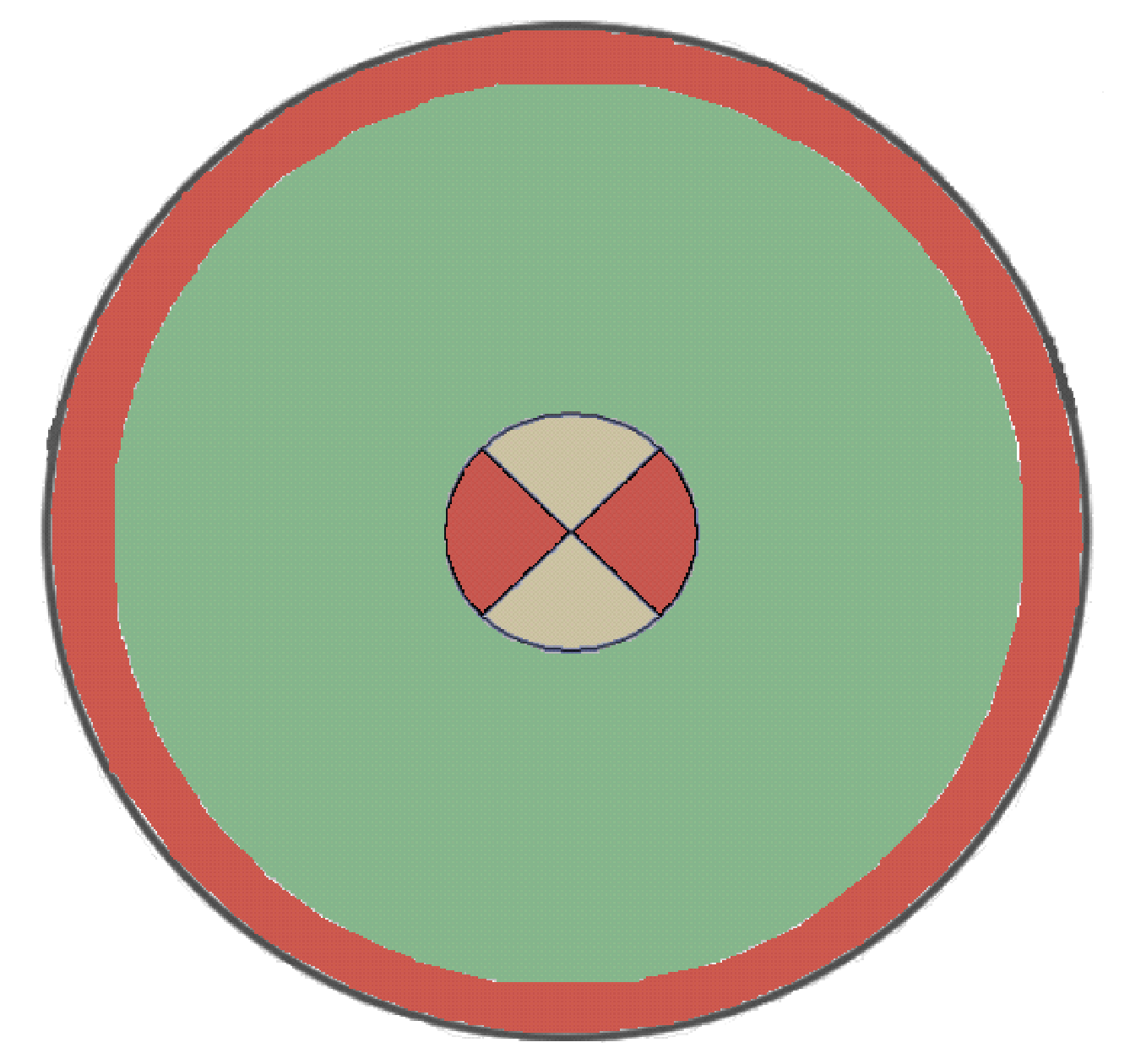
Escudo de los Invicti iuniores Britanniciani.
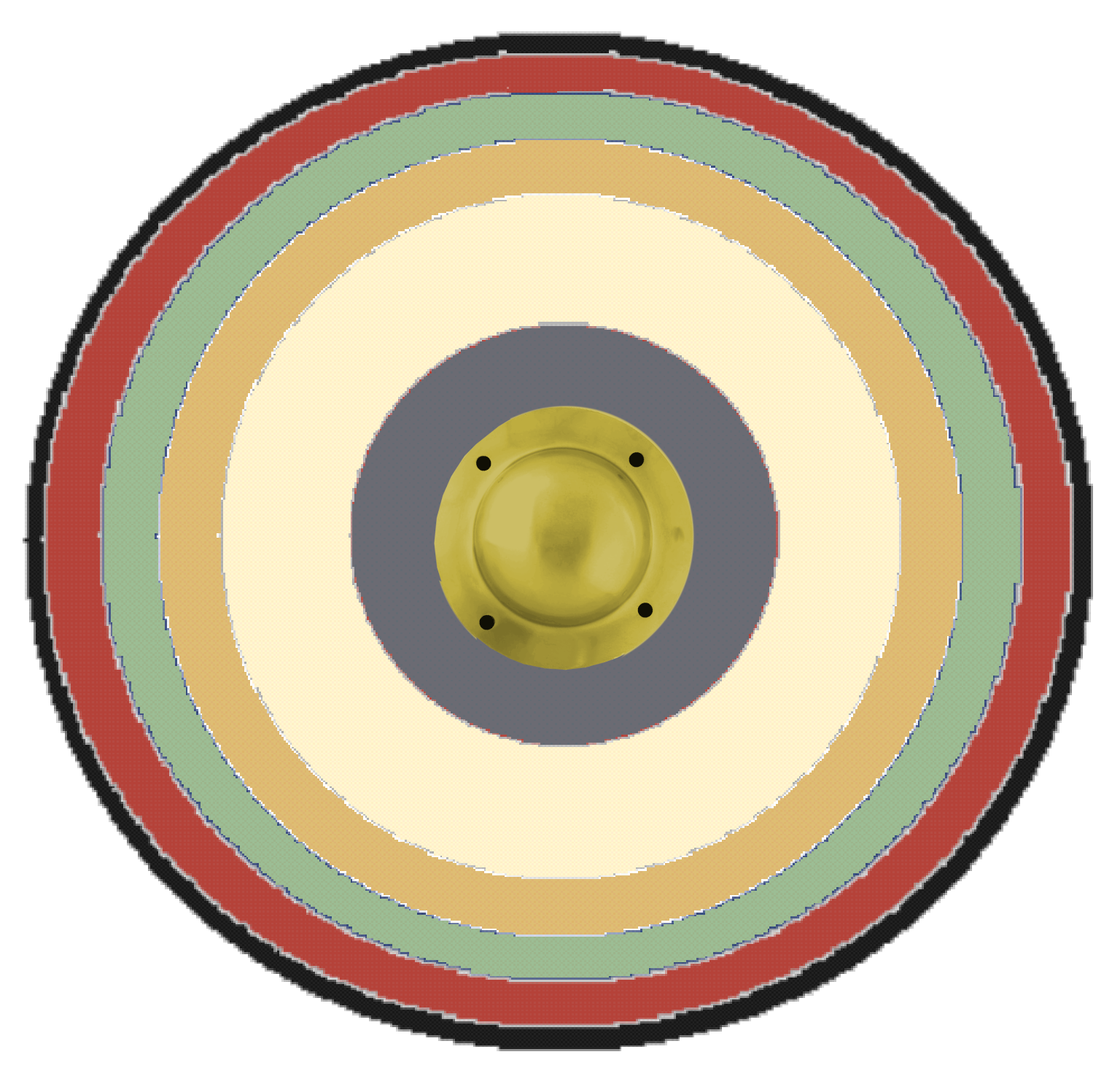
Escudo de los Brisigavi seniores.
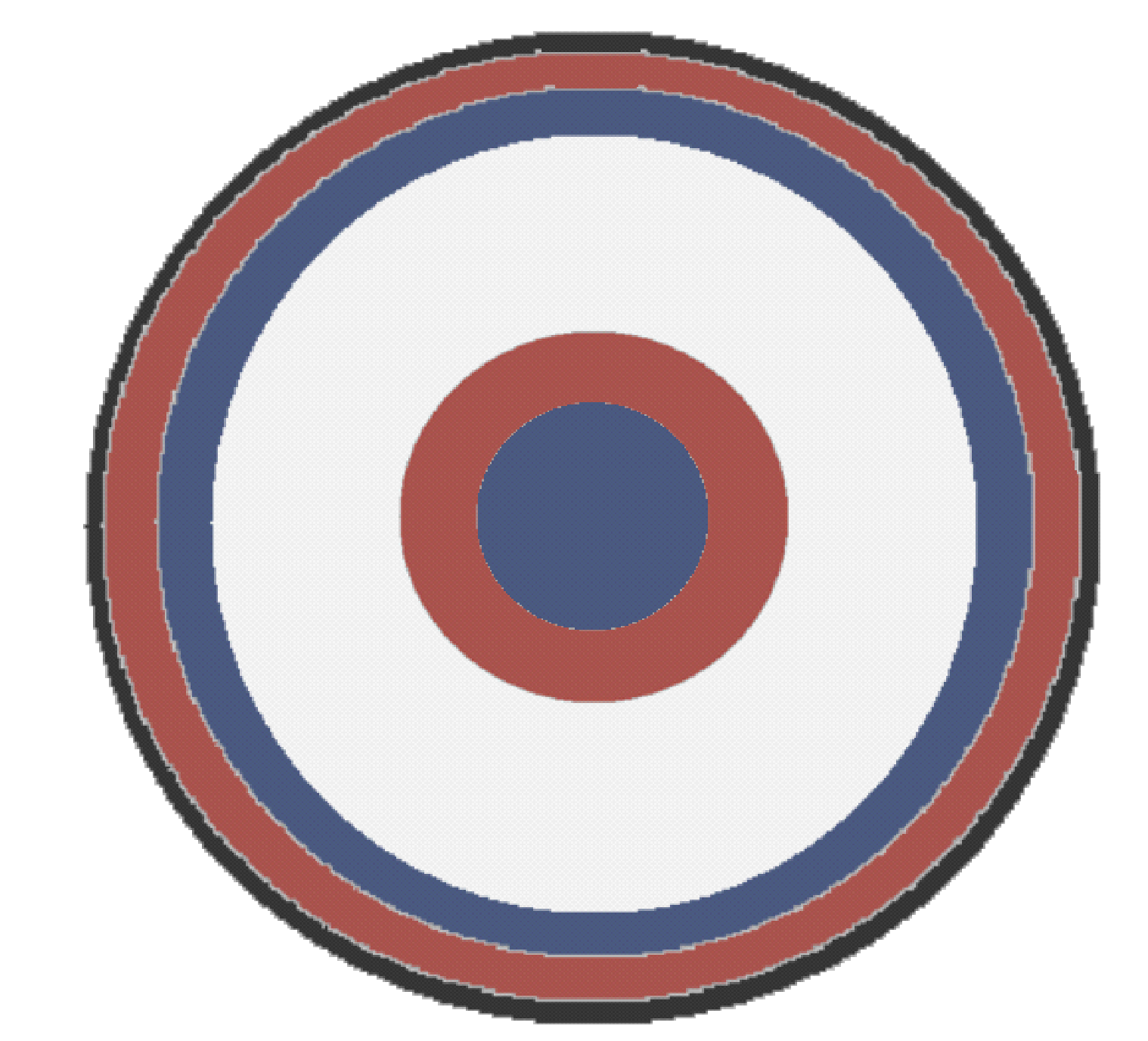
Escudo de los Salii Gallicani.
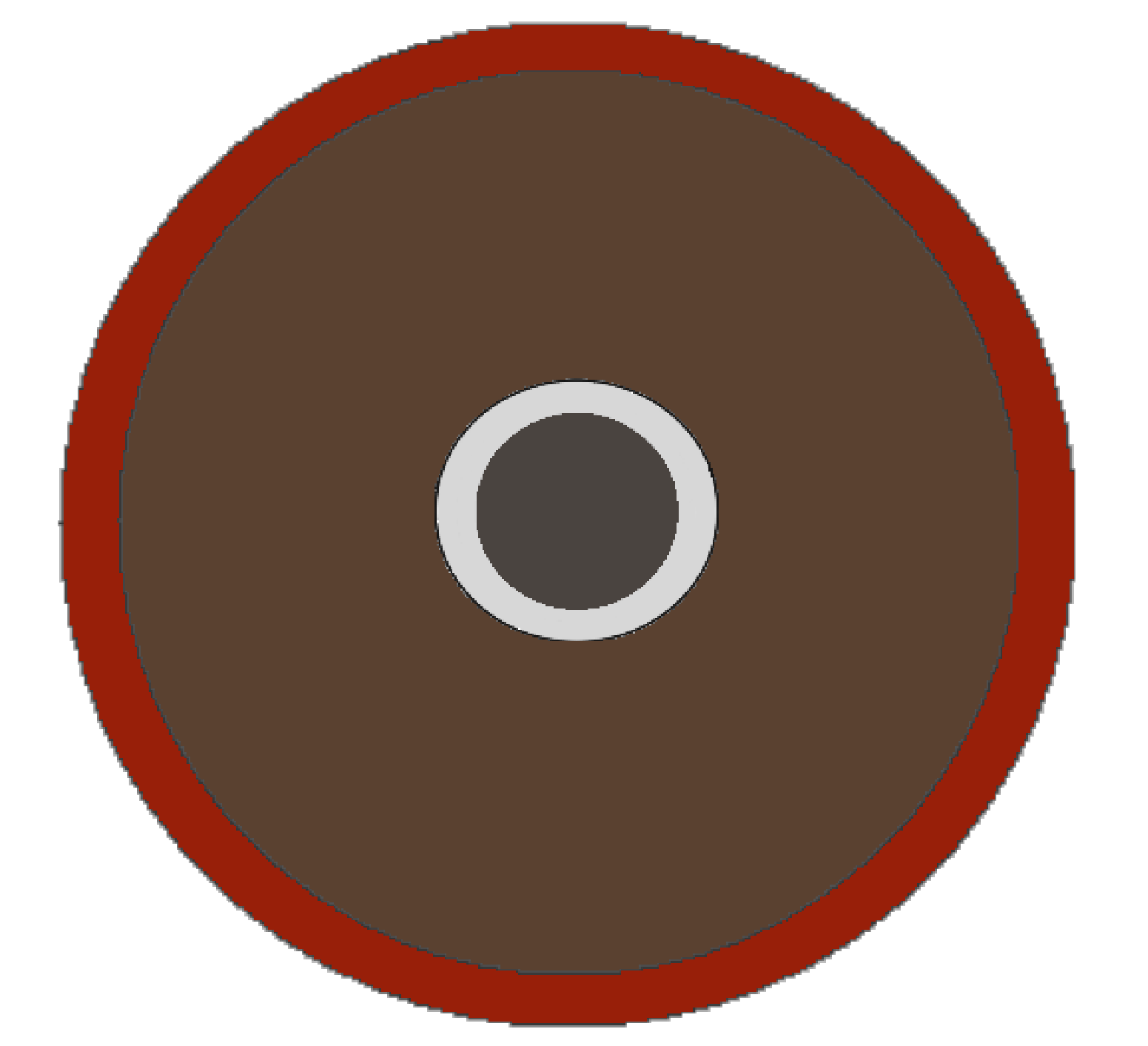
Escudo de los Fortenses.
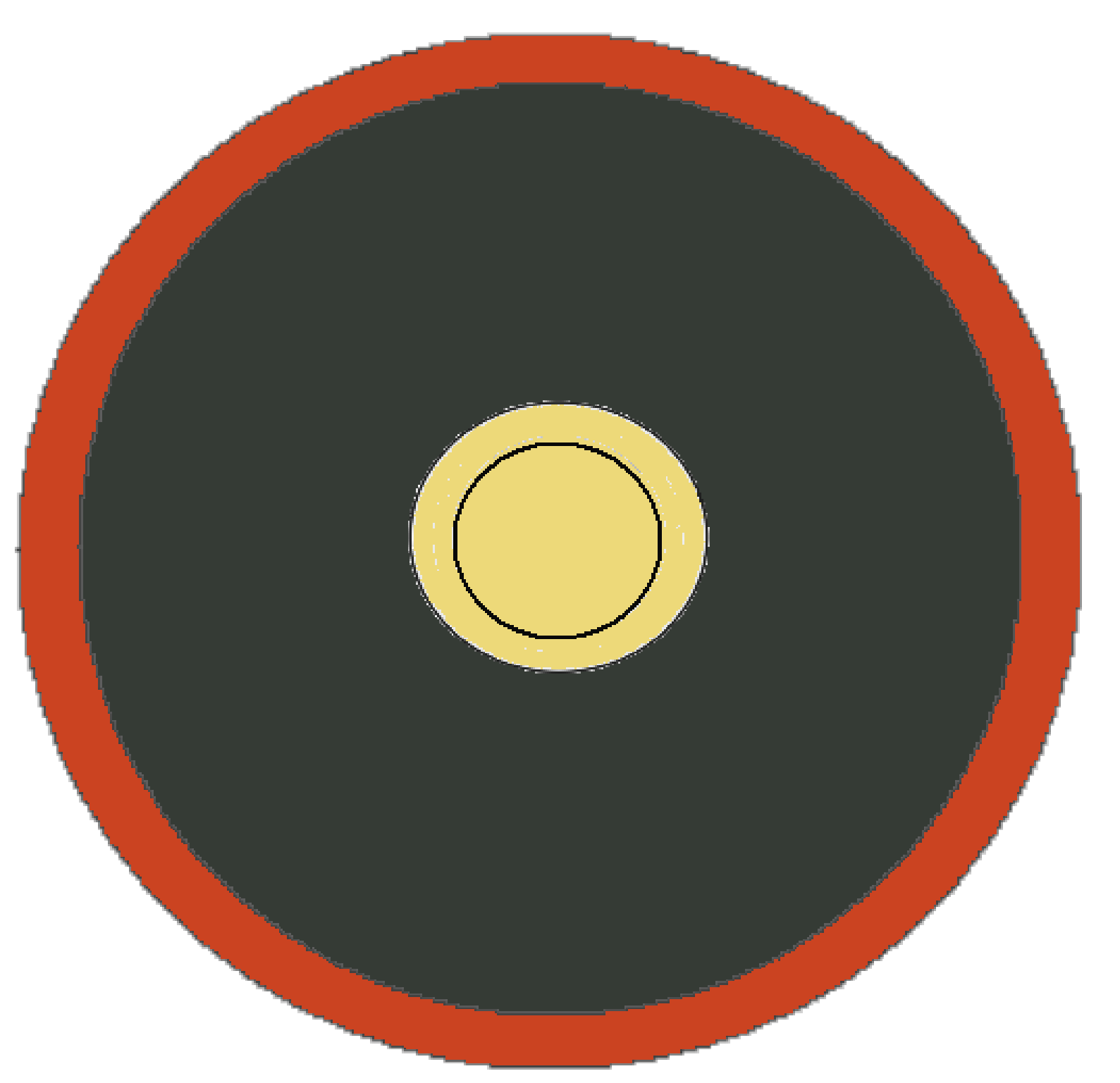
Escudo de los Propugnatores seniores.
Escudo de los Septimani seniores.
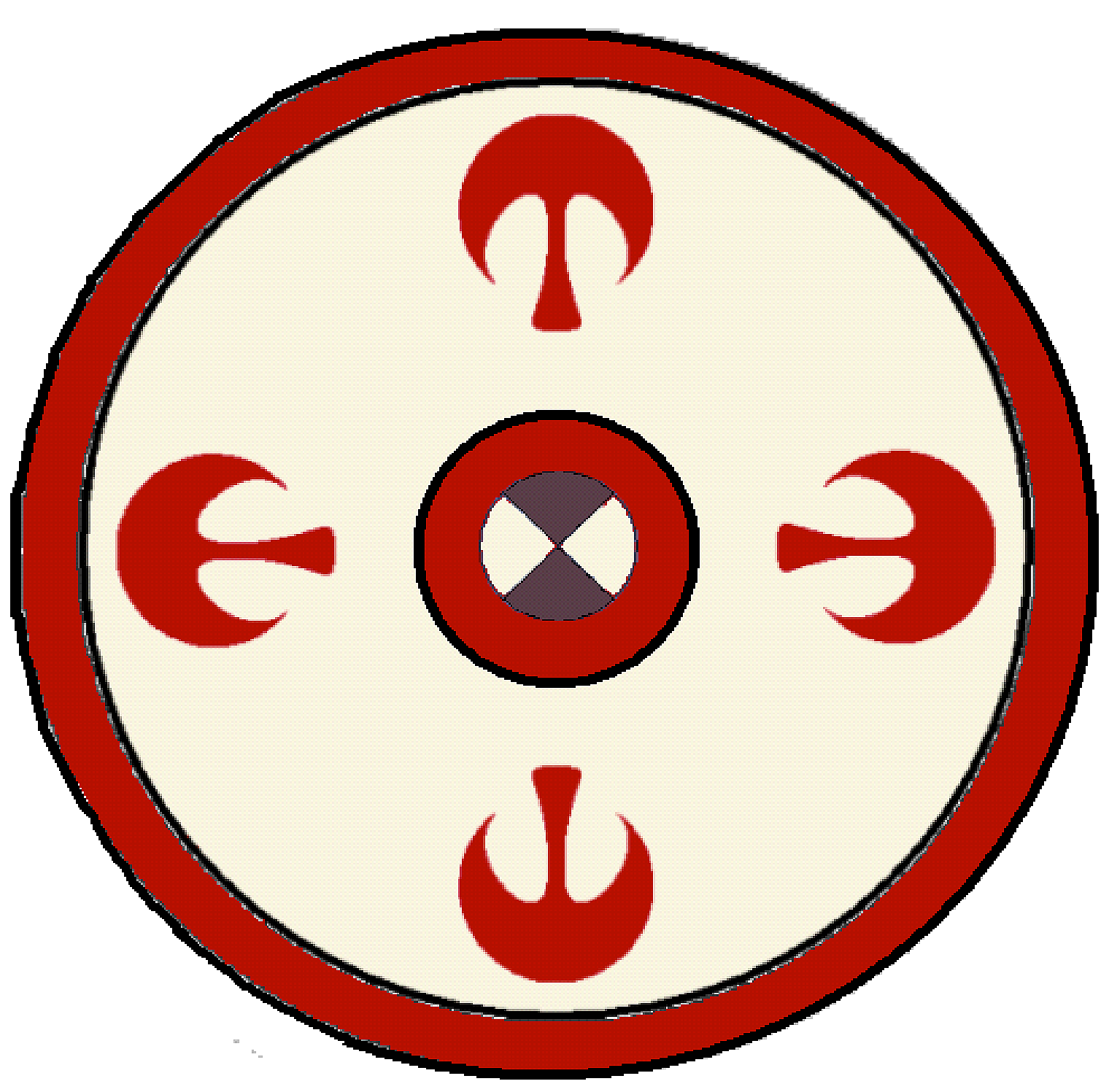
Escudo de los Vesontes.
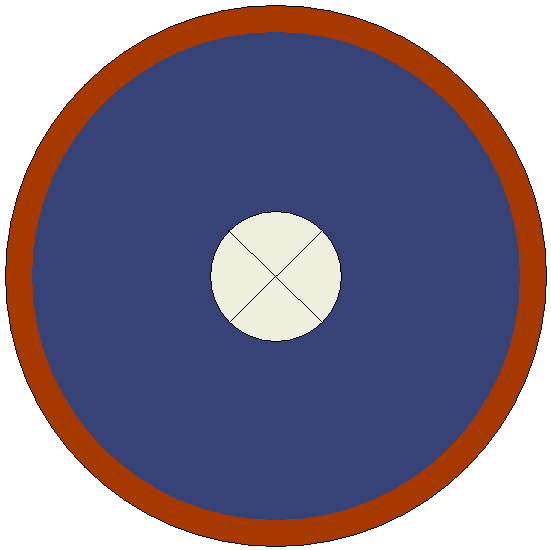
Escudo de los Undecimani.

## Campañas y titulares conocidos
La parte peninsular de Hispania no era un área fronteriza por lo que la actividad militar en ella durante el siglo IV fue casi inexistente. La guerra llegó a inicios del V cuando —en 407— el usurpador Constantino de Britania comenzó sus actuaciones para controlar la península ibérica a lo que se unió —en 409— la invasión de la coalición bárbara que había atravesado el Rin el 31 de diciembre de 406 y saqueado la Galia. Durante estas primeras décadas se conocen las siguientes campañas realizadas por un comes Hispaniarum:
- En 419 Asterio intervino, con éxito, en la guerra entre suevos y vándalos para evitar la destrucción de los primeros y capturar a Máximo de Hispania que se había vuelto a proclamar emperador con ayuda de los segundos.[3]
- En 422 Flavio Castino emprendió una campaña contra los vándalos que se saldo con una estrepitosa derrota.[3]

Tras estas campañas, el cargo de comes Hispaniarum quedó vacante durante largos periodos o sus fuerzas eran tan reducidas que, cuando era necesario acometer una campaña de entidad, se nombraba a un magister utriusque militiae y se le enviaba a Hispania con soldados de Italia u otras partes del Imperio occidental. En esas misiones, los efectivos romanos se solían completar con grupos de tropas foederati.
- Entre los años 432 y 440 Censorio como comes llevó a cabo varias embajadas ante los suevos y fue derrotado y capturado por estos en 440.[4]
- Entre los años 441 y 443 se tiene constancia de que Flavio Astirio, como magister utriusque militiae volvió a comandar un grupo de comitenses en Hispania con el objetivo de reprimir a grupos de bagaudas.[5]
- En 443 Merobaudes —yerno de Astirio— llegó a la península para sustituirlo y continuó la lucha contra los bagaudas que actuaban en la provincia Tarraconensis.[5]
- En 446 Vito, también como magister utriusque militiae, condujo una fuerza mixta de romanos y visigodos para detener la expansión del reino suevo pero fue derrotado y tuvo que huir.
- En 452 Mansueto como comes Hispaniarum entabló negociaciones de paz con los suevos.[6]
- En 455 Frontón como comes fue enviado por Avito para volver a negociar con los suevos.[7]

Durante los siguientes años, la dirección de efectivos militares del Imperio en la Hispania peninsular quedó bajo la órbita del rey visigodo establecido en Tolosa quien aportó la mayoría de las tropas y nombró a sus comandantes.
- En 460 Nepociano como comes dirigió junto al visigodo Sunierico un ejército de este pueblo y consiguieron derrotar a los suevos cerca de Lucus Augusti.[9]
- Entre 461 y 465 Arborio fue nombrado por Teodorico II como comes y magister utriusque militiae para hacerse cargo de las tropas imperiales (romanas y visigodas) establecidas en la península.[10]
- En 465 Vicente sucedió a Arborio y fue el último comandante romano que actuó en la península. En los años finales del Imperio, cuando Eurico inició una expansión de su reino a costa de los territorios imperiales, se pasó a los visigodos y en 473 les ayudó a someter Tarraco y las últimas poblaciones costeras que permanecían bajo control imperial.[11]